# Шафранов минзухар
Шафрановият минзухар (Crocus sativus) е тревисто многогодишно растение. Това е вид минзухар от семейство перуникови (Iridaceae) култивиран от минойската цивилизация. Най-известен е с производството на подправката шафран от нишките (близалца), които растат вътре в цветето.
Този растителен вид е непознат в дивата природа. Човешкото отглеждане на шафранов минзухар и използването на шафран се извършват повече от 3500 години и обхващат различни култури, континенти и цивилизации. Понастоящем C. sativus се отглежда в Средиземноморието, Източна Азия и Ирано-Туранския регион.